# روبرت ألين (ملاكم)
روبرت ألين (بالإنجليزية: Robert Allen)‏ (7 يونيو 1969 بنيو أورلينز في الولايات المتحدة - ) هو ملاكم أمريكي، صنّف ضمن فئة الوزن المتوسط.

## وصلات خارجية
- روبرت ألين على موقع بوكس ريك (الإنجليزية) (registration required)